# Championnat du Rwanda de football 2018-2019
Navigation
Saison précédente Saison suivante
La saison 2018-2019 du Championnat du Rwanda de football est la soixante-huitième édition du championnat de première division au Rwanda. Les seize meilleures équipes du pays sont regroupées au sein d’une poule unique où elles s’affrontent deux fois au cours de la saison, à domicile et à l’extérieur. En fin de saison, les deux derniers du classement sont relégués et remplacés par les deux meilleurs clubs de deuxième division.
Le club Rayon Sports FC remporte son neuvième titre de champion du Rwanda.

## Qualifications continentales
Le champion du Rwanda se qualifie pour la Ligue des champions de la CAF 2019-2020 tandis que le vainqueur de la Coupe du Rwanda obtient son billet pour la Coupe de la confédération 2019-2020.

## Les clubs participants
- APR FC
- Rayon Sports FC
- Police FC
- Kiyovu Sports Association
- Mukura Victory Sports FC
- AS Kigali
- Kirehe FC
- AS Muhanga - Promu de D2
- Bugesera FC
- Espoir FC
- Musanze FC
- Amagaju FC
- Marines FC
- Sunrise FC
- Gicumbi FC
- Etincelles FC

## Compétition
Le barème utilisé pour établir le classement est le suivant :
- Victoire : 3 points
- Match nul : 1 point
- Défaite : 0 point

### Classement
| Rang | Équipe                    | Pts | J  | G  | N  | P  | Bp | Bc | Diff |
| ---- | ------------------------- | --- | -- | -- | -- | -- | -- | -- | ---- |
| 1    | Rayon Sports FC           | 72  | 30 | 23 | 3  | 4  | 53 | 14 | +39  |
| 2    | APR FCT                   | 65  | 30 | 20 | 5  | 5  | 47 | 17 | +30  |
| 3    | Mukura Victory Sports FC  | 59  | 30 | 17 | 8  | 5  | 38 | 22 | +16  |
| 4    | Police FC                 | 50  | 30 | 15 | 5  | 10 | 45 | 33 | +12  |
| 5    | Kiyovu Sports Association | 43  | 30 | 12 | 7  | 11 | 31 | 21 | +10  |
| 6    | Espoir FC                 | 40  | 30 | 11 | 7  | 12 | 33 | 41 | -8   |
| 7    | AS Kigali C               | 39  | 30 | 9  | 12 | 9  | 38 | 30 | +8   |
| 8    | Etincelles FC             | 37  | 30 | 11 | 4  | 15 | 24 | 29 | -5   |
| 9    | AS MuhangaP               | 36  | 30 | 9  | 9  | 12 | 41 | 41 | 0    |
| 10   | Musanze FC                | 36  | 30 | 10 | 6  | 14 | 26 | 38 | -12  |
| 11   | Marines FC                | 35  | 30 | 8  | 11 | 11 | 20 | 24 | -4   |
| 12   | Bugesera FC               | 35  | 30 | 8  | 11 | 11 | 30 | 42 | -12  |
| 13   | Sunrise FC                | 34  | 30 | 8  | 10 | 12 | 28 | 35 | -7   |
| 14   | Gicumbi FC                | 31  | 30 | 8  | 7  | 15 | 20 | 43 | -23  |
| 15   | Kirehe FC                 | 27  | 30 | 6  | 9  | 15 | 17 | 38 | -21  |
| 16   | Amagaju FC                | 21  | 26 | 5  | 6  | 19 | 22 | 46 | -24  |

|  | Qualification pour la Ligue des champions de la CAF 2019-2020 et pour la Coupe Kagame inter-club 2019 |
|  | Qualification pour la Coupe de la confédération 2019-2020                                             |
|  | Qualification pour la Coupe Kagame inter-club 2019                                                    |
|  | Relégation en deuxième division                                                                       |
|  | T : Tenant du titre C : Vainqueur de la Coupe du Rwanda P : Promu de D2                               |

- source www.rwandasport.com
- AS Kigali qualifié pour la Coupe de la confédération en tant que vainqueur de la Coupe du Rwanda[2].

## Bilan de la saison
| Championnat du Rwanda de football 2018-2019 |                                       |
| Champion                                    | Rayon Sports Football Club (9e titre) |
| Coupes et trophées                          |                                       |
| Vainqueur de la Coupe du Rwanda 2018-2019   | Association sportive de Kigali        |
| Qualifications continentales                |                                       |
| Ligue des champions de la CAF 2019-2020     | Rayon Sports Football Club            |
| Coupe de la confédération 2019-2020         | Association sportive de Kigali        |
| Coupe Kagame inter-club 2019                |                                       |
| Promotions et relégations                   |                                       |
| Promus en Première division                 |                                       |
| Relégués en Deuxième division               | Kirehe FC                             |
| Relégués en Deuxième division               | Amagaju FC                            |